# Mishveli
Mishveli (en georgiano: მიშველი) o Mshual (en abjasio: Мшәал) es una aldea que pertenece a la parcialmente reconocida República de Abjasia, dentro del Distrito de Tkvarcheli, aunque de iure es parte del municipio de Ochmachire de la República Autónoma de Abjasia de Georgia.

## Geografía
Mishveli se encuentra en la parte sureste de las estribaciones de Abjasia, a 28 km de Ochamchire. La aldea se administra desde el pueblo de Agubedia.  